# Moros (Hiszpania)
Moros – gmina w Hiszpanii, w prowincji Saragossa, w Aragonii, o powierzchni 53,5 km². W 2011 roku gmina liczyła 441 mieszkańców.